# Alexander Ødegaard
Alexander Ødegaard (ur. 13 września 1980 w Førde) – norweski piłkarz grający na pozycji pomocnika w norweskim Førde IL, reprezentant Norwegii.

## Kariera klubowa
Ødegaard karierę zaczął jako junior w Førde IL. W 2001 roku podpisał swój pierwszy zawodowy kontrakt z Sogndal Fotball. Podczas 3 lat grania w tym klubie zdobył 45 bramek w 125 występach. W 2005 roku podpisał kontrakt w jednym z najlepszych i najbardziej utytułowanych klubów w Norwegii, Rosenborgiem Trondheim. Jednak grał w tym zespole tylko rok, podczas którego strzelił 4 bramki w 17 meczach. W 2006 roku podpisał kontrakt z Viking FK. Zdobył w nim 30 goli w 193 meczach. Dzięki dobrym występom w tym klubie w 2011 roku przeniósł się do francuskiego FC Metz. Doznał jednak w tym klubie sporego zawodu, bo wystąpił tylko w 13 meczach, w których strzelił jednego gola. Rok później, czyli w 2012, został piłkarzem swojego pierwszego klubu Førde IL.

## Kariera reprezentacyjna
Ødegaard w reprezentacji Norwegii zadebiutował 18 lutego 2004 roku w Belfaście podczas wygranego 1:4 meczu towarzyskiego z reprezentacją Irlandii Północnej. Pierwszego gola w barwach Norwegii zdobył 13 października 2004 roku w Oslo w wygranym 3:0 meczu eliminacyjnym do MŚ 2006 przeciwko reprezentacji Słowenii.